# Neohermes californicus
Neohermes californicus är en insektsart som först beskrevs av Walker 1853.  Neohermes californicus ingår i släktet Neohermes och familjen Corydalidae. Inga underarter finns listade i Catalogue of Life.